# Kierunkowość anteny
Kierunkowość anteny – jest to miara zdolności anteny do koncentrowania energii w określonym kierunku kosztem innych kierunków. Zależy wyłącznie od charakterystyki promieniowania anteny, nie uwzględnia sprawności energetycznej anteny.